# Sanford Parker
Sanford Parker (geboren in Troy, Alabama)  ist ein US-amerikanischer Musikproduzent, Tontechniker und Musiker. Parker wurde in den 2000er Jahren als Experte für die Produktion von Doom- und Extreme-Metal-Bands bekannt. Seine Karriere als Musiker schloss sich seinem Erfolg als Produzent an. Er arbeitete als Musiker und als Produzent mit einer Vielzahl verschiedener Bands und gilt als wichtige Person in der Metal-Szene von Chicago.

## Biografie
1998 nahm Parker ein telefonisches Angebot des Studio Chicago an, dort als Assistent zu arbeiten. Insbesondere die Industrial-Dance- und Industrial-Rock-Szene um das Label Wax Trax! Records bewog ihn zu diesem Standortwechsel. Parker arbeitete im Studio Chicago unter dem Ministryproduzenten Keith „Fluffy“ Auerbach vornehmlich an Hip-Hop-Produktionen und lernte von diesem unter anderem Techniken der Gesangsverfremdung. Bald darauf wechselte Parker zu einem auf Gothic Rock spezialisierten Studio, das jedoch vom Betreiber zunehmend herabgewirtschaftet wurde. Unter dieser Voraussetzung gründete er mit einigen Freunden das gemeinsame Studio Volume.
Im Jahr 2001 zeichnete sich Parker als Aufnahmetechniker und Produzent der Debüt-EP der Post-Metal-Band Pelican aus. Sein Engagement für die EP, die für Pelican zum Vertrag mit Hydra Head Records führte, gilt als Parkers Durchbruch als Techniker und Produzent. Als Produzent und Tontechniker arbeitete er seither für Bands wie Blood Ceremony, Dark Castle, Indian, Leviathan und YOB. Mit seiner Produktionstätigkeit gilt Parker als wichtiger Faktor in der Popularität der Metal-Szene von Chicago.
Zeitgleich zur Produktion der Debüt-EP von Pelican war Parker Mitbegründer der Sludge-Band Buried at Sea und legte damit den Grundstein für seine Karriere als Musiker. Im Jahr 2005 nahm die Stoner-Doom-Band Minsk ihr Debütalbum Out of a Center Which Is Neither Dead nor Alive in Parkers Volume Studio auf. Parker produzierte und mischte das Album und brachte sich als Sänger und Bassist ein und wurde so fortan festes Mitglied der Gruppe. Seither beteiligt er sich in diversen Projekten und ist Mitglied unterschiedlicher Bands aus den Genren des Doom- und Extreme-Metal. Unter anderem war Parker neben Buried at Sea und Minsk Mitglied der Bands Nachtmystium und Twilight. Zu seinen aktiven Projekten gehören die Supergroup Corrections House sowie Mirrors for Psychic Warfare und Missing.
Dabei agiert der Multiinstrumentalist in den Bands in unterschiedlichen Funktionen. Er bringt sich als Sänger, Bassist, Gitarrist, Keyboarder oder als Programmierer ein. Meist übernimmt er hinzukommend die Tontechnik sowie die Produktion der Gruppen unter seiner Beteiligung. Zudem agiert er bei vielen Gruppen, die er produziert, als Gastmusiker.
Studio Volume wurde etwa vier Jahre betrieben, bis die Hauseigentümerin das Gebäude verkaufte. Parker und seine Partner waren nicht in der Lage, das Gebäude zu kaufen, und begannen eine langjährige Kooperation mit den Semaphore Recording Studios, welche 2010 geschlossen wurden. Zur Zeit der Schließung der Semaphore Recording Studios installierte Parker sich einen professionellen Arbeitsplatz zum Mischen in seinem Haus und agiert seither weiterhin, von einem Studio unabhängig, als Tontechniker und Produzent.
Im Jahr 2013 gründete Parker gemeinsam mit dem Sänger und Saxophonisten Bruce Lamont (Yakuza, Bloodiest, Corrections House) das Independent-Label War Crime Recordings bei welchen Lamont und Parker neben ihren eigenen Musikgruppen weitere Gruppen wie Kings Destroy, The Swan King und Rosetta unter Vertrag halten.

## Diskografie (Auswahl)

### Als Produzent und Tontechniker
- 2001: Pelican: Pelican (Hydra Head Records)
- 2002: Bible of the Devil: Firewater at My Command (Genuflect Records)
- 2003: Pelican: Australasia (Hydra Head Records)
- 2004: Rwake: If You Walk Before You Crawl You Crawl Before You Die (At A Loss Recordings)
- 2005: Indian: The Unquiet Sky (Seventh Rule Recordings)
- 2005: Minsk: Out of a Center Which Is Neither Dead nor Alive (At A Loss Recordings)
- 2006: Lair of the Minotaur: The Ultimate Destroyer (Southern Lord)
- 2007: Minsk: The Ritual Fires of Abandonment (Relapse Records)
- 2008: Nachtmystium: Assassins: Black Meddle Pt. I (Century Media)
- 2009: Minsk: With Echoes in the Movement of Stone (Relapse Records)
- 2009: YOB: The Great Cessation (Profound Lore Records)
- 2010: Nachtmystium: Addicts: Black Meddle Pt. II (Century Media)
- 2011: Blood Ceremony: Living with the Ancients (Rise Above Records)
- 2011: Buzzov•en: Revelation: Sick Again (Hydra Head Records)
- 2011: Dark Castle: Surrender to All Life Beyond Form (Profound Lore Records)
- 2012: Local H: Hallelujah! I’m a Bum (Slimstyle)
- 2012: Nachtmystium: Silencing Machine (Century Media)
- 2013: Voivod: Target Earth (Century Media)
- 2013: Corrections House: Last City Zero (Neurot Recordings)
- 2014: EyeHateGod: EyeHateGod (Housecore Records/Century Media)
- 2014: Woven Hand: Refractory Obdurate (Deathwish Inc.)
- 2014: Lord Mantis: Death Mask (Profound Lore Records)
- 2014: Indian: From All Purity (Relapse Records)
- 2014: Twilight: III: Beneath the Tridents Tomb (Century Media)
- 2015: Vattnet Viskar: Settler (Century Media)
- 2015: Valkyrie: Shadows (Relapse Records)
- 2015: Corrections House: Know How to Carry a Whip (Neurot Recordings)
- 2021: EyeHateGod: A History of Nomadic Behavior (Century Media)

### Als Musiker
- Gesang und E-Bass
  - 2003: Buried at Sea: Migration (Original Sound)
  - 2005: Minsk: Out of a Center Which Is Neither Dead nor Alive (At A Loss Recordings)
  - 2006: Behold! The Living Corpse: Behold! The Living Corpse (Land o’Smiles)
  - 2007: Minsk: The Ritual Fires of Abandonment (Relapse Records)
  - 2009: Minsk: With Echoes in the Movement of Stone (Relapse Records)
- E-Gitarre und Synthesizer
  - 2010: Twilight: Monument to Time End (Southern Lord)
  - 2014: Twilight: III: Beneath the Tridents Tomb (Century Media)
- Keyboard, Synthesizer, Sampling
  - 2006: Behold! The Living Corpse: Behold! The Living Corpse (Land o’Smiles)
  - 2008: Nachtmystium: Assassins: Black Meddle Pt. I (Century Media)
  - 2008: Unearthly Trance: Electrocution (Relapse Records)
  - 2009: YOB: The Great Cessation (Profound Lore Records)
  - 2010: Nachtmystium: Addicts: Black Meddle Pt. II (Century Media)
  - 2011: Blood Ceremony: Living with the Ancients (Rise Above Records)
  - 2012: Nachtmystium: Silencing Machine (Century Media)
  - 2013: Corrections House: Last City Zero (Neurot Recordings)
  - 2015: Corrections House: Know How to Carry a Whip (Neurot Recordings)
  - 2016: Mirrors for Psychic Warfare: Mirrors for Psychic Warfare (Neurot Recordings)